# Рогозен
Рогозен (болг. Рогозен) — село в Болгарии. Находится в Врачанской области, входит в общину Хайредин. Население составляет 1 052 человека.

## История
Осенью 1985 года местный тракторист Иван Савов при рытье канавы на своём огороде обнаружил, так называемый «рогозенский клад» — собрание серебряной посуды относящейся к древнефракийской эпохе (конец V – середина IV века до нашей эры).

## Политическая ситуация
В местном кметстве Рогозен, в состав которого входит Рогозен, должность кмета (старосты) исполняет Иван  Павлов Бешировски (ВМРО — Болгарское национальное движение) по результатам выборов правления кметства.
Кмет (мэр) общины Хайредин — Радослав Тодоров Стойков (Болгарская социалистическая партия (БСП)) по результатам выборов в правление общины.